# Gnathia vorax
Gnathia vorax är en kräftdjursart som först beskrevs av Lucas 1849.  Gnathia vorax ingår i släktet Gnathia och familjen Gnathiidae. Inga underarter finns listade i Catalogue of Life.